# Orthogonioptilum geniculipennis
Orthogonioptilum geniculipennis är en fjärilsart som beskrevs av Embrik Strand 1910. Orthogonioptilum geniculipennis ingår i släktet Orthogonioptilum och familjen påfågelsspinnare. Inga underarter finns listade i Catalogue of Life.